# Cómplices al rescate
Cómplices al rescate (no Brasil: Cúmplices de um Resgate) é uma telenovela mexicana produzida por Rosy Ocampo para a Televisa e exibida originalmente no Canal de las Estrellas entre 7 de janeiro a 12 de julho de 2002, substituindo Navidad sin fin e sendo substituída por ¡Vivan los niños!.
Contou com Belinda (substituída por Daniela Luján, no capítulo 92) como protagonista infantil, interpretando as gêmeas Silvana e Mariana, que foram separadas ao nascer e se reencontram somente onze anos depois. Laura Flores e Francisco Gattorno interpretam os protagonistas adultos da trama, Martín Ricca e Fabián Chávez os coprotagonistas, e Raúl Magaña e Cecilia Gabriela os antagonistas principais.

## Sinopse
Mariana Cantú e Silvana Del Valle são irmãs gêmeas que são separadas no dia de seu nascimento. Mariana ficou com sua mãe biológica, uma modesta costureira chamada Rosa, sua avó Dona Pura e sua tia Helena que, embora tendo todas as dificuldades, são muito unidas e felizes.
Por outro lado, Silvana é roubada por Regina que faz a garota acreditar que é sua mãe, vive com Orlando, seu pai que a ama  profundamente apesar do forte temperamento de Silvana que é pretensiosa, superficial, fria e calculista. Orlando faz todos os caprichos de Silvana como se fosse uma estrela pop, embora que Silvana não tem o talento ou a voz para ser a vocalista de um grupo que seu tio Geraldo está formando chamado "Cúmplices".
Um dia Marina, a sua babá, indo para uma festa onde havia um concurso em que o seu namorado Ofélio estava concorrendo, leva Silvana para ver a festa que é quando Silvana vê Mariana, que tem uma banda onde canta muito bem. Silvana lembra que terá que fazer uma audição para passar no grupo, e já que Mariana era idêntica a ela e que tem uma excelente voz, ela se encontra com Mariana escondida e propõe a ela que troquem de lugares para que ela se apresente como se fosse Silvana. Mariana não aceita no princípio, mas Silvana oferece ajuda no teste de matemática, matéria que é difícil para Mariana entender, e é assim que as duas trocam de lugares pela primeira vez.
Mariana passa na audição de Silvana, e Silvana passa no exame, com algumas dificuldades devido a súbita mudança de caráter das duas, mas isso não teve importância, tudo aconteceu perfeitamente para ambas as gêmeas. Mais a alegria dura pouco. Orlando morre de insuficiência cardíaca, por culpa de Regina. Ela confessa que sempre o enganou, revelando que Silvana não era sua filha, e Silvana acaba escutando a verdade onde descobre que nem Orlando nem Regina são os seus pais biológicos. Regina pensando que com a morte de seu marido, toda a herança dele iria ficar nas suas mãos, mas nem tudo ocorreu como o esperado. Orlando em seu testamento, deixa toda sua fortuna para Silvana, que fica em depressão, desiste da banda e culpa Regina pela morte de seu "pai".
Um dia, Geraldo vê na televisão Mariana cantando em uma festa popular e descobre que foi ela que eles ouviram cantar no dia do teste. Ele liga informando Regina que diz que  "Silvana" estava diferente no dia do teste. Eles sequestram Mariana para explorar a menina fazendo se passar como Silvana já que assim, Regina ficaria com todos os direitos da herança de Silvana, enquanto a verdadeira fica trancada em um porão da mansão em condições subumanas.
O quartinho onde está sendo mantida Silvana é uma passagem subterrânea secreta, dos quais a única que sabia dessa existência era Regina. Marina, a babá de Silvana também fica presa com a menina pois ela sabe de  toda a história, já que ela é cúmplice de Silvana. Enquanto isso, Regina começa a fazer constantes ameaças as gêmeas. As crianças resgatam Silvana de Regina, depois que ela escapa para se afastar dela, levando Mariana ao lugar de sua irmã no palco. Mas na hora do resgate, Silvana começa a ter uma forte dor de cabeça, então Joaquim decide hospedá-la em casa com seus irmãos Júlia e Felipe, também membros da banda. Silvana então escapa com muita tosse para a igreja. No dia seguinte, Silvana desmaia no meio da rua. Um homem que quase atropela ela decide chamar a ambulância, então no hospital eles queriam descobrir quem era aquela garota misteriosa. Como ninguém pergunta sobre Silvana, ela está piorando sua saúde devido à pneumonia causada por uma lesão no pulmão. Um dia ruim ela não consegue respirar, então ela fez uma traqueotomia mas não conseguiram porque não sabiam quem ela era, então decidem chamar o selo da banda, onde o dono e tio da Silvana, Geraldo, ouve a ligação, desde que a secretaria respondeu. Então ela começa a melhorar após a cirurgia, mas ela tenta fugir do hospital duas vezes. Na segunda vez, eles o libertaram. Então, os da banda de Silvana com a banda de Mariana fazem um acampamento e quando os da banda de Mariana retornam, Silvana sai com eles e ela toma o lugar de Mariana na cidade, embora ela comece a mostrar indiferença na chegada, especialmente com Rosa, porque ela acha que foi ela quem deu a ela no nascimento. Depois de mudar por tanto tempo, Silvana e Mariana se encontram com a mãe.
Embora a história não termine aqui, Regina sobreviveu ao suposto acidente de carro que teve e voltou tentando separar o novo grupo de cúmplices ao resgate. Enquanto o grupo chegou a novos membros como: Roberto, Nadine, Martinho, Romãozinho e Mateus e Doris, no final, Omar também se juntou. Regina (agora conhecida como Tania) criou um novo grupo para separar os confederados. Enquanto ela usa informações de Priscilla e envia Joaquim, Júlia e Felipe para o orfanato, eles são resgatados por sua tia, que os abandonou. No final, eles conseguem desmascarar Regina e capturar Geraldo, novos cúmplices se juntam e todos vivem felizes para sempre.

## Produção
Cómplices al rescate nasceu de uma ideia da atriz Daniela Luján, de se fazer uma telenovela infantil que falasse de um tema muito comum nas novelas adultas como em La usurpadora, mas praticamente inexplorada no universo das novelas infantis: as gêmeas.
A produtora Rosy Ocampo se interessou pela ideia, e Maria Del Socorro Gonzalez começou a desenvolver a sinopse, enquanto Rosy se preparava para produzir a mais nova trama infantil da Televisa com o título de Rescate T3, que foi mudado logo mais para Cómplices al rescate. Daniela Luján, que teve a ideia inicial, ficou de fora do projeto e não foi chamada para nenhum papel.
A escolhida para ser a protagonista foi Belinda, com quem Rosy Ocampo já havia trabalhado nos sucessos Amigos x siempre e Aventuras en el tiempo. Após isso, muitos rumores entre uma suposta rixa entre Belinda e Daniela começaram a rondar. A estreia da novela aconteceu em 7 de janeiro de 2002, com previsão de término para 24 de maio daquele mesmo ano, finalizando-se com 100 capítulos, mas devido a ótimos índices de audiência que a novela trouxe para a Televisa, a emissora em conjunto com Rosy Ocampo, decidiram prolongar a novela por mais dois meses, e mais capítulos foram confirmados. Por causa disso, a substituta, ¡Vivan los niños!, teve sua estreia adiada, e como já planejado antes, não começou no mesmo período da Copa do Mundo FIFA de 2002.
No entanto Belinda, que interpretava as gêmeas Mariana e Silvana, não podia continuar na novela por já ter compromissos agendados e novos projetos. Em meio a isso, a produtora Rosy Ocampo e os pais de Belinda brigaram, alegando que a menina teria uma carga horária de trabalho muito pesada. Isso fez com que ela gravasse até o capítulo 105, mas só fossem exibidas cenas dela até o 91 e nas chamadas de intervalo daquele mesmo capítulo, anunciava Daniela Luján como a "nova cúmplice" da novela. Daniela, que inicialmente tinha sido descartada, agora fazia parte do elenco interpretando as personagens principais: Mariana e Silvana, a partir do capítulo 92.
Muitas mudanças foram feitas nos núcleos da novela, e Martín Ricca foi colocado no elenco como o novo protagonista, fazendo Fabián Chávez, que foi lançado como grande revelação, passar a ser um mero coadjuvante. No último capítulo da novela, é revelado o rosto da dublê das gêmeas, Ariadna Arguello, e pode-se perceber que em ocasiões onde uma das gêmeas é mostrada de frente e a outra de costas, a de costas é menor, pois o tamanho da dublê que interpretava ambas as gêmeas de costas, não tinha o mesmo tamanho nem de Belinda, nem de Daniela.

## Elenco
| Intérprete              | Personagem                       |
| ----------------------- | -------------------------------- |
| Belinda                 | Silvana Del Valle Mariana Cantú  |
| Daniela Luján           | Silvana Del Valle Mariana Cantú  |
| Fabián Chávez           | Joaquim Olmos                    |
| Grisel Margarita        | Priscila Ricco Ontiveros         |
| Laura Flores            | Rosa Cantú                       |
| Francisco Gattorno      | Alberto del Rio                  |
| Martín Ricca            | Martín Ricca                     |
| Cecilia Gabriela        | Regina Del Valle/Tania Velmont   |
| Raúl Magaña             | Geraldo Ricco Ontiveros          |
| Manuel Saval            | Orlando Del Valle                |
| Norma Herrera           | Pura Cantú (Dona Pura)           |
| Johnny Lozada           | Sebastião Solasi                 |
| Silvia Lomelí           | Helena Cantú                     |
| Gustavo Rojo            | Dr. Frederico Rueda              |
| Maribel Fernández       | Marina Batista                   |
| Carlos Bonavides        | Ofélio                           |
| Miguel Pizarro          | Vicente Rosales                  |
| Ramiro Torres           | Romão (Romãozinho)               |
| Alejandro Speitzer      | Felipe Olmos                     |
| Martha Sabrina          | Julia Olmos                      |
| Naydelin Navarrete      | Nadine                           |
| Patricia Martínez       | María Contreras                  |
| Mickey Santana          | Omar Contreras                   |
| Roberto Marín           | Roberto Obregón                  |
| Geraldine Galván        | Dóris Torres                     |
| Vadhir Derbez           | André Rosales                    |
| Isaac Castro            | Mateus Torres                    |
| Ana Valeria             | Dulce Rosales                    |
| Rossana San Juan        | Dora Ricco Ontiveros             |
| Pedro Weber "Chatanuga" | Don Giusseppe                    |
| Aida Pierce             | Biba Solasi (Dona Biba)          |
| Paco Ibáñez             | Fortunato Ricco Onitveros        |
| Irina Areu              | Malu                             |
| Verónica Macías         | Clara Torres (Clarinha)          |
| Yolanda Ventura         | Clara Torres (Clarinha)          |
| Orlando Miguel          | Pepe                             |
| Rafael del Villar       | Dr. Raul Olivo                   |
| Adriana Chapela         | Alice Rosales                    |
| Arlette Pacheco         | Tia Florência                    |
| Mariana Sanchez         | Professora Yolanda               |
| Roberto "Puck" Miranda  | Damião                           |
| Miguel Priego           | Padre Arango                     |
| Sergio Acosta           | Joel Contreras                   |
| Olivia Bucio            | Mãe de Martin                    |
| Francisco Avendaño      | Pai de Martin                    |
| Héctor Parra            | Santiago Salas                   |
| Gerardo Albarrán        | Artur Vargas                     |
| Raúl Buenfil            | Jaime Obregón                    |
| Alejandro Aragón        | Luis Torres                      |
| Adriana Laffan          | Lourdes "Lulu" Mendonça          |
| Miguel Angel Fuentes    | Sombra                           |
| Benjamin Islas          | Navarro                          |
| Leonardo Trevole        | Trampo                           |
| Silvia Contreras        | Laurinha                         |
| Joana Brito             | Dona Meire                       |
| Oscar Traven            | Sr. Torres                       |
| Sergio Zaldivar         | Fausto                           |
| Adrian Uribe            | Designer                         |
| Gustavo Negrete         | Oftamologista                    |
| Ricardo Vera            | Comandante Malpica               |
| Marco Zapata            | Menino da pirataria              |
| Arturo Vazquez          | Antonio                          |
| Gerardo Gallardo        | Tijerino                         |
| Agustín Arana           | Rodolfo Garcia                   |
| Jacqueline Bracamontes  | Jocelyn                          |
| Eugenio Derbez          | Manteiguinha (voz)               |
| Ariadna Arguello        | Dublê de Belinda e Daniela Luján |
| Paco Ibañez             | Paco                             |
| Tuntum                  |                                  |
| Max                     |                                  |

## Exibição no Brasil
Foi exibida pelo SBT entre 25 de junho de 2002 a 31 de janeiro de 2003, em 151 capítulos, substituindo María Belém  e sendo substituída por Viva as Crianças! - Carrossel 2, as 19h15.
Foi reexibida pelo SBT entre 10 de julho a 29 de dezembro de 2006, em 125 capítulos, substituindo a inédita Laços de Amor e sendo substituída pela reprise de O Diário de Daniela, as 14h45.
Foi exibida pela primeira vez pelo  canal pago TLN Network entre 1 de Março a 31 de agosto de 2010 e sendo substituída por Amy, a menina da mochila azul.
Foi exibida pela segunda vez pelo TLN Network entre 14 de dezembro de 2015 a 14 de junho de 2016 substituindo Maria Belém e sendo substituída por Carita de ángel.
Foi exibida pela terceira vez pelo TLN Network entre 31 de agosto de 2020 a 9 de março de 2021 substituindo Sonhos e caramelos e sendo substituída por O diário de Daniela.

## Prêmios
A telenovela conquistou discos de platina por seu forte desempenho na área de vendas com o cd intitulado Cómplices Al Rescate: Silvana com mais de 1 milhão de cópias vendidas só no México. O disco Cómplices Al Rescate Mariana por sua vez, além de ganhar disco de platina, concorreu ao Grammy Latino de melhor álbum grupera infantil. A telenovela também deu para a cantora e compositora Belinda muitos prêmios internacionais.
- Premios Oye - Melhor Solista Grupero (Mariana/Complices Al Rescate) - Nomeada
- Latin Grammy - Best Children's Album Grupera (Cómplices al Rescate) - Nomeada
- Premios Eres Niños - La Megaactriz (Belinda) - Ganhadora
- Premios Eres Niños - La Más Entonada (Belinda) - Ganhadora
- Latin Grammy - Best Children's Album (Cómplices al Rescate: El Gran Final) - Nomeado

## Discografia
Cómplices al rescate foi uma telenovela que vendeu e lançou mais discos do que as outras infantis anteriores, e fazendo de Cómplices al rescate a telenovela mexicana com mais discos lançados pela gravadora Fonovisa, com distribuição da BMG. Confira a lista das sequências de discos lançados:
| Cómplices Al Rescate: Silvana - Lançado: 14 de Fevereiro de 2002 - Gravadora: Sony BMG - Formatos: CD, Cassete     |
| Cómplices Al Rescate: Mariana - Lançado: 14 de Fevereiro de 2002 - Gravadora: Sony BMG - Formatos: CD, Cassete     |
| Canta con Cómplices Al Rescate - Lançado: 5 de Junho de 2002 - Gravadora: Sony BMG - Formatos: CD, Cassete         |
| Cómplices Al Rescate: El Gran Final - Lançado: 22 de Outubro de 2002 - Gravadora: Sony BMG - Formatos: CD, Cassete |

## Exibição internacional
Venevision
  SBT
  TLN Network
 Canal RCN
 Telemicro Canal 5
  América Televisión
 Telefutura (2002) / Univision (2004) 
 Univisión 
 Telefuturo
 Telefe
 Gama TV / Ecuavisa
 Teletica
 Repretel
 Telecanal (2013)
 TLNovelas (2006)
  Tiin
  Localia
 Latele
 A.T.B.

## Versões
- Em 2004, a Índia criou uma adaptação da telenovela chamada Hum 2 Hain Na , estrelado por Hansika Motwani nos papéis das gêmeas Kareena e Koel.
- O canal Mega Channel da Grécia realizou uma adaptação grega συνένοχοι για τη διάσωση com atores gregos em 2007.
- Em 2015, no "Brasil" foi produzido o remake da telenovela pelo Sistema Brasileiro de Televisão (SBT), Cúmplices de um Resgate com Larissa Manoela com os papéis das gêmeas Isabela e Manuela[5].